# فالنتين هيوت
فالنتين هيوت (بالفرنسية: Valentin Huot)‏ هو دراج فرنسي، ولد في 1 مايو 1929 في Creyssensac-et-Pissot ‏ في فرنسا، وتوفي في 21 نوفمبر 2017 في Manzac-sur-Vern ‏ في فرنسا بسبب ذات الرئة القصبية.

## وصلات خارجية
- فالنتين هيوت على موقع أرشيف الدراجات (الإنجليزية)
- فالنتين هيوت على موقع إحصائيات الدراجات الإحترافية (الإنجليزية)
- فالنتين هيوت على موقع CycleBase (الإنجليزية)